# آیوتا
آیوتا (انگلیسی: Iota) یک خواننده، ترانه‌سرا و هنرپیشه اهل استرالیا است.
از فیلم‌ها یا مجموعه‌های تلویزیونی که وی در آن‌ها نقش داشته است می‌توان به مکس دیوانه: جاده خشم اشاره نمود.